# Harmónia (regény)
A Harmónia (ハーモニー Hámoní, stílszerűen </Harmónia>) egy 2008-ban megjelent science fiction regény, melyet Itó Szatosi írt. A regény ötvözi magában az utópia, a disztópia, és a techno-thriller elemeket. A Harmónia a szerző legnagyobb becsben tartott műve, mellyel elnyerte a Nihon SF Taisó-díjat, a Szeiun-díjat, az angol nyelvű változat pedig említésre került a Philip K. Dick-díj átadásánál.
Magyar kiadására 2012-ben került sor, az Ad Astra jóvoltából. A fordítást Oroszlány Balázs és Mayer Ingrid készítették.
A Studio 4°C 2015-ben egy egész estés animefilmet készített Itó regényéből, melyet Michael Arias és Nakamura Takasi rendeztek.

## Cselekmény
|  | Alább a cselekmény részletei következnek! |

Kirie Tuan ifjúkorában lázadni akart az őt körülvevő, egészséges ökotársadalom ellen azzal, hogy két barátjával (Mihie Miachhal és Reikadó Cíannal) megkísérel egy öngyilkosságot végrehajtani, mely egyedül csak Miachnak sikerül. Tuanból felnőttkorában spirálcenzor lesz, aki továbbra is kijátssza a féktelenséget korlátozó szabályokat. Az afrikai harcmezőn gyakran fogyaszt alkoholt, és szív dohányt. A szervezetébe installált WatchMe testmegóvó funkcióit a DummyMe program telepítésével gátolja, így állapotáról nem kap jelentést a hivatal. Mégis lebukik, és visszakerül Japánba. 
Miután barátnője, Reikadó Cían brutális öngyilkosságot hajt végre nyilvánosan, saját kezébe veszi a nyomozást, és annak a titokzatos szervezetnek ered a nyomába, akiknek hozzáférésük van az emberek tudatához. Kideríti, hogy az egész ügy mögött a halottnak hitt Mihie Miach áll, aki azzal zsarolja az emberiséget, hogy ha nem kezdik egymást gyilkolni, mindenkit öngyilkosságra kényszerít. Tetteit demonstrálja egy hírbemondón, aki egy tollat szúr föl magának a szemén keresztül. 
Tuan eljut Bagdadba, ahol az apja beavatja Miach múltjába, és ott szerzi meg a lány jelenlegi tartózkodási helyének koordinátáit. Édesapja lánya elé veti magát, mikor egy kettős Interpol ügynök a Tuanra céloz. Tuan megadja a kegyelemdöfést az ügynöknek, utána pedig egy másik spirálcenzor segítségével eljut Miachhoz. Miach elmagyarázza neki, hogy egyetlen gombnyomással lehetősége nyílik az embereknek tudatuk kikapcsolására, és ő szeretné, ha az emberek tudatukat elvesztve élnének tovább egymással, teljes harmóniában. Tuan bosszút áll egykori barátnőjén az apjáért és Cíaért. A Harmónia-program végül érvénybe lép, de Miach már nem élhet, hogy lássa. A gombot megnyomják, és az emberek tudata végleg kikapcsolódik, és egy csapásra véget érnek a háborúk és a gyilkosságok a Földön.
|  | Itt a vége a cselekmény részletezésének! |

## A regény témája

A regényben gyakori a HTML-kódos írásmód.

Itó Szatosi regényében egyfajta utópiával kevert disztópia van, ahol az emberek békésen élnek egymással, testükbe pedig programokat telepítenek, melyek megóvják az embereket az elhízástól és a betegségektől. Az emberi testre energiaforrásként tekintenek, melyet az önkormányok épségben szeretnének tudni. A kiterjesztett valóságnak és az orvosi nanotechnológiának köszönhetően egy ember minden adata elérhetővé vált bárki számára, így mikor kapcsolatba kerülnek valakivel, látni fogják annak minden adatát. 
A tökéletes utópia magával hozza a magánszféra csökkenését, és az élvezeti cikkek elleni propagandát is. A könyv világában a dohány, a drogok és az alkohol nem elérhető, és a koffeinre is érkeznek betiltási kérvények. A Harmónia központi témája az emberi gondolkodásmód és tudat szükségletének megléte, és az utópisztikus társadalmak hibáira való rámutatás.
A regény technológiai stílusát erősítik a HTML-kódokkal teletűzdelt oldalak. Mikor a karakterek visszaemlékeznek, agyukból kódok segítségével hívják elő a szükséges adatokat, és a kiterjesztett valóságnak köszönhetően gyakran kapcsolnak hozzá filmeket és zenéket is. A HTML-kódok angol nyelven íródtak, ezeket pedig a magyar kiadás is megőrizte angol nyelven. A kódokon kívül rengeteg kifejezés – például a szoftverek nevei – szintén angol nyelvűek.

## Magyarul
- Itó Projekt: Harmónia; ford. Mayer Ingrid, Oroszlány Balázs; Ad Astra, Bp., 2012